# Bolitoglossa macrinii
Bolitoglossa macrinii é uma espécie de anfíbio caudado pertencente à família Plethodontidae, sub-família Plethodontinae.